# Glossosoma montanum
Glossosoma montanum là một loài Trichoptera trong họ Glossosomatidae. Chúng phân bố ở miền Tân bắc.